# Чуньцю (хроника)

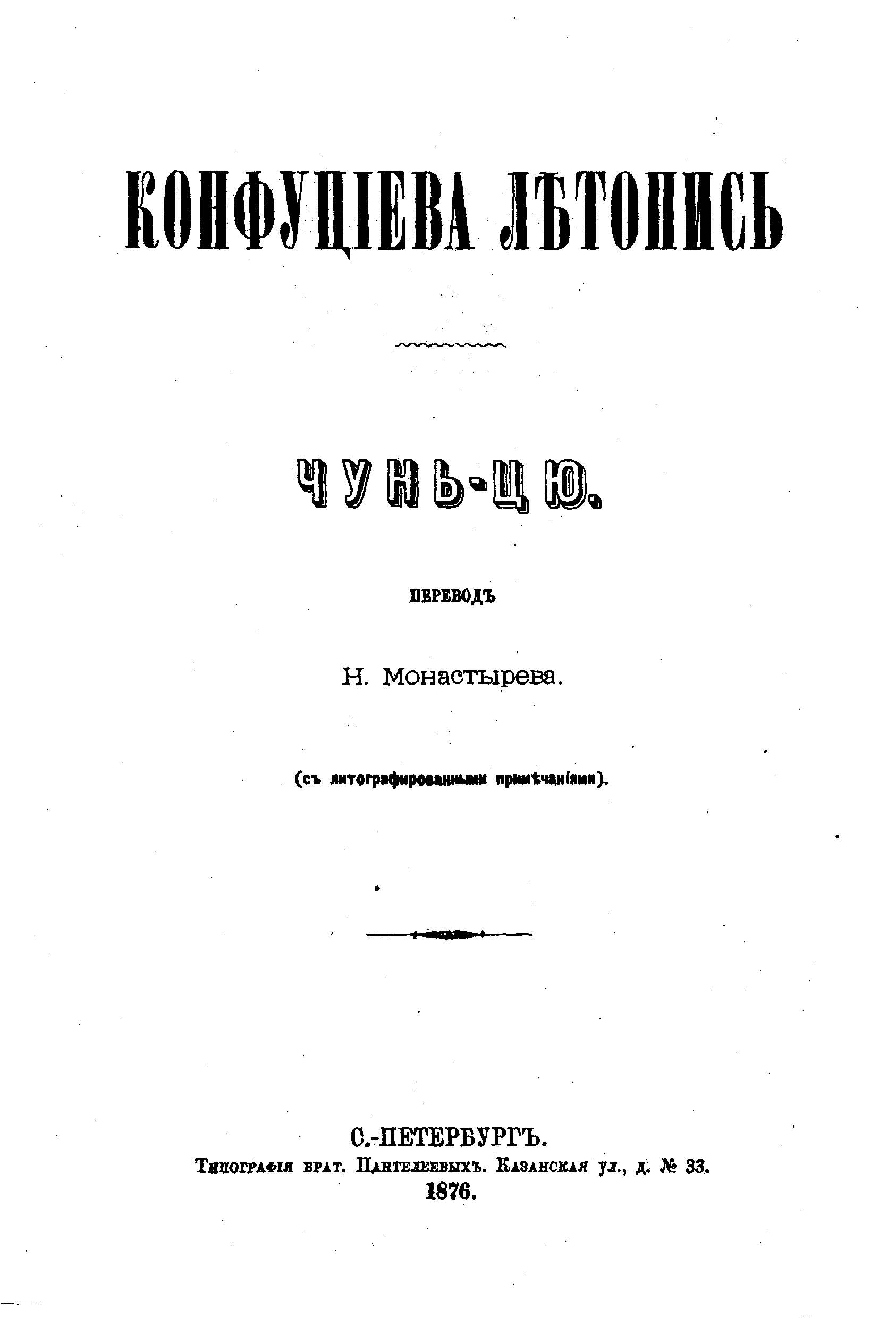
«Чуньцю» издания 1876 г. в переводе Монастырева Н. И. (титул)

Чуньцю (春秋, «Вёсны и осени») — анналы древнекитайского государства Лу, охватывающие период Чуньцю (с 722 по 479 гг. до н. э.). Это древнейший китайский текст летописного плана.

## Содержание, авторство
Текст состоит из 16257 иероглифов, что в среднем составляет около 70 иероглифов на события одного года. Наиболее длинное описание одного события не превышает 47 иероглифов, среднее состоит из порядка 10, а самое короткое — из одного (715 год до н. э.: мин 螟 «вредители»). Крайняя сжатость текста предопределила создание ряда комментариев к излагаемым событиям. Из десятков таких комментариев сохранились лишь три (en:Three Commentaries on the Spring and Autumn Annals), из них наиболее объёмным и ценным в историческом плане является комментарий Цзо.

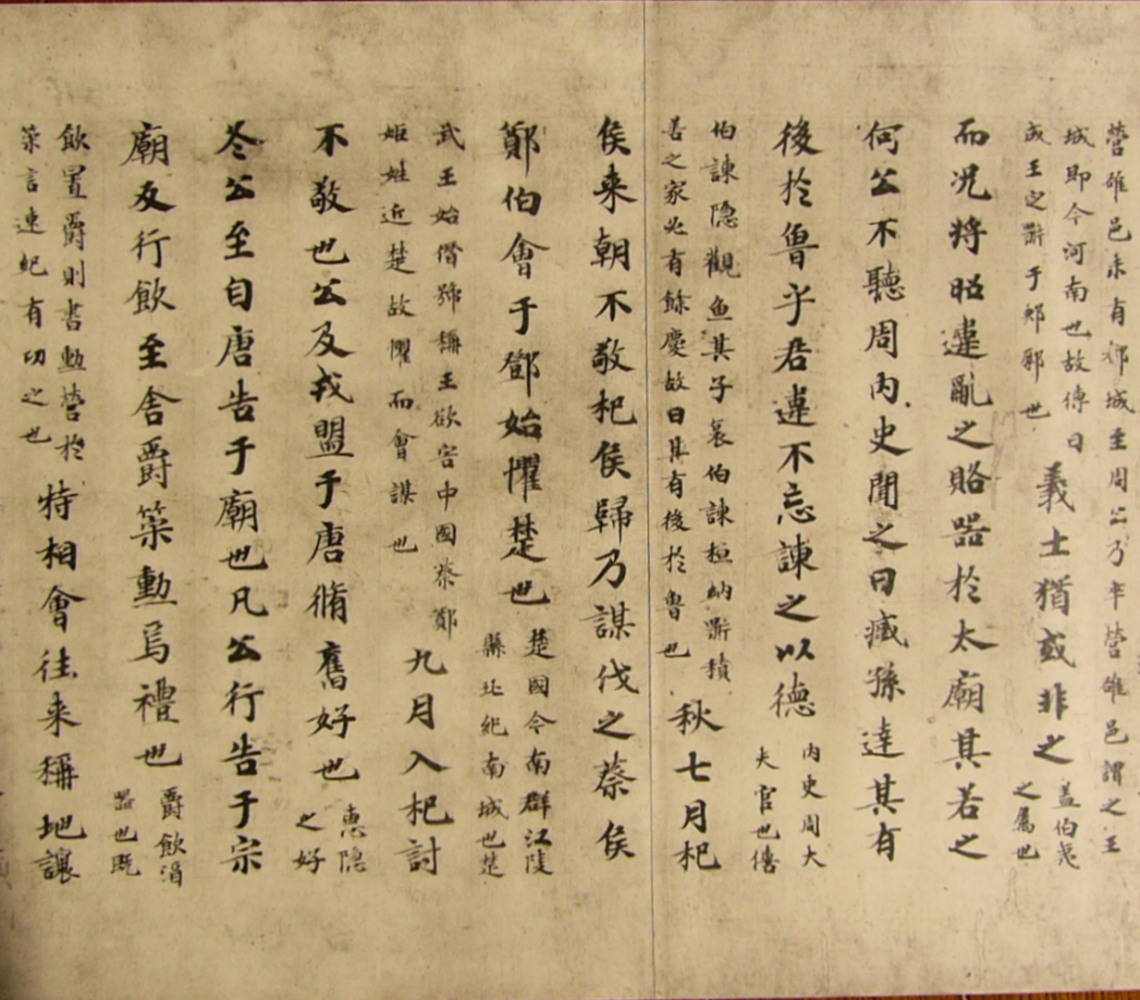
«Вёсны и осени» — фрагмент рукописной реплики 7-8 век, династия Тан, Китай

Согласно статистическому анализу, который провёл Д. В. Деопик, текст можно разделить на семь видов записей: «внешняя политика», «военная история», «быт монархов», «внутренняя политика», «экономика», «сакральное», «природные явления». Действующими лицами хроники являются монархи и вельможи 13 царств, а также племена ди. Среди царств наиболее часто упоминается Лу и его ближайшие соседи — Сун, Вэй, Чжэн, Цзинь, Цао, Ци; наиболее редко — У и Юэ.
Мэн-цзы впервые упоминает, что автором анналов является Конфуций, хотя, по-видимому, фактическое авторство принадлежит придворным хронистам царства Лу. Благодаря атрибуции Конфуцию анналы вошли в состав Конфуцианского пятикнижия. Их интерпретация комментаторами предполагала, что Конфуций высказывал этическую оценку упоминаемым событиям, упоминая одни и умалчивая о других (筆則筆，削則削). Этот принцип получил название бао-бянь 褒貶 (восхваление и порицание). Согласно Чуньцю фаньлу (см. ниже), благодаря его использованию анналы «умалчивают, но не скрывают» (諱而不隱).
Альтернативным, художественным названием хроники является «Линь цзин» (麟經) — «Трактат Цилинь», по упоминанию поимки упомянутого мифического животного, завершающему повествование.

## Интерпретация
Придворный толкователь конфуцианского учения Дун Чжуншу (около 179—104 гг. до н. э., династия Хань) использовал «Чуньцю» в теории «резонанса между Небом и человеком» (наиболее полно изложена в главе «У син чжи» 五行志 Хань шу). Согласно Дун Чжуншу, этот текст служит прекрасным руководством для правителей, а описанные в ней солнечные затмения, падения звёзд и т. д. должны напоминать им о неминуемых последствиях неблагочестивых деяний. (Согласно современным подсчётам, из 37 отмеченных в «Чуньцю» солнечных затмений 33 действительно произошли и могли наблюдаться в Китае. Это затмения 720, 709, 695, 676, 669, 668, 664, 655, 648, 626, 612, 601, 599, 575, 574, 559, 558, 553, 552, 550, 549, 546, 535, 527, 525, 521, 520, 518, 511, 505, 498, 481 годов до н. э.). Как отмечают Р. Стефенсон, В. Моррисон и К. Хохенкерк, «Чуньцю» содержит самое раннее прямое упоминание о полном солнечном затмении (17 июля 709 года).
Теория Дун Чжуншу развилась под влиянием комментария «Гунъян чжуань», по трактованию которого Дун был ведущим специалистом. Ему приписывается трактат «Обильная роса летописи Чуньцю» (Чуньцю фаньлу 春秋繁露), однако современные ученые считают, что Дун мог быть автором только первых 17 глав из всего текста, которые посвящены собственно комментариям к «Чуньцю». Его достижением является выделение 10 интерпретаторских стратегий (十指) для разъяснения текста летописи (гл.12). Дун Чжуншу также автор «Чуньцю цзюэ юй» zh:春秋決獄 (сохранился лишь частично), где «Чуньцю» используется для интерпретации различных юридических дел.
«Чуньцю фаньлу» поднимает анналы на уровень вселенской универсалии. Так, например, утверждается, что «(в Поднебесной) нет такого крупного события или такой детали среди перемен в обстоятельствах, которые бы в них не содержались» (天下之大，事變之博，無不有也); это объясняется тем, что «если факт верен по отношению к жителям Лу, но он равным образом верен по отношению к жителям других стран» и всего мира (以魯人之若是也，亦知他國之皆若是也).
Вторая волна исследовательского интереса к «Чуньцю» приходится на династию Тан. Сочинения Дань Чжу 啖助 и Чжао Куана (zh:赵匡) дошли до нас в компиляции Лу Чуня (zh:陸淳) и с комментариями последнего. Помимо них, изучением «Чуньцю» также занимались Лю Цзунъюань, Лю Вэнь (zh:呂溫), Хань Тай (韓泰), Лин Чжунь (zh:凌准) и др. Этот период ознаменовался скептицизмом по отношению к теории Дун Чжуншу, которая предполагала активное участие Неба в мирских делах.
Список комментариев к «Чуньцю», а также апокрифов, связанных с летописью, см. в китайских статьях zh:春秋 (史书) и zh:谶纬.

## Стиль

### Ритуализм
«Чуньцю» строго придерживается ритуальной иерархии, сложившейся в эпоху Западной Чжоу. В летописи понятие «ван» (а также «небесный ван») используется только по отношению к правителю Чжоу, несмотря на фактическую узурпацию этого титула правителями других царств. По отношению к последним используется титул «цзы» 子, выражающий ритуальное подчинение чжоускому главенству — вопреки фактической независимости или политическому доминированию.
«Чуньцю» табуируют события, выставляющие правителей Чжоу в невыгодном свете. Так, Чжоу Сян-ван (周襄王) описывается «охотившимся в Хэяне (河陽)», в то время как в 632 году до н. э. он был вызван на унизительную для чжоуского дома межгосударственную конференцию, инициированную Вэнь-гуном царства Цзинь.
«Чуньцю» никогда не записывают случаи убийства правителя Лу, однако констатируют его смерть без указания причин. Это предположительно объясняется тем, что источниками для хроники изначально были надписи, адресованные предкам и предполагающие отсутствие драматического содержания.

### Социальная иерархия
«Чуньцю» никогда не использует личные имена простолюдинов или аристократов нижайшего ранга (ши 士).

## Чуньцю как жанр
В понимании Сыма Цяня «чуньцю» — это текст длиной в «десятки тысяч иероглифов», то есть, не только сама хроника, но и комментарии и суб-комментарии к ней: «Цзоши чуньцю» 左氏春秋, Гунъян чжуань 公羊傳, Гулян чжуань 穀梁傳, «Анналы мастера Яня» (晏子春秋).
Коннотация «чуньцю» как «кругооборота сезонов» с одной стороны и «универсального текста» с другой использовалось как формообразующий принцип при создании «Люй-ши чуньцю» (呂氏春秋).
Эпохой Восточная Хань датируются «У-Юэ чуньцю» («Анналы царств У и Юэ») zh:吳越春秋.
Согласно Мэнцзы, летописи пришли на смену поэзии-ши 詩, когда «простыл след истинных царей». Примечательно, что наряду с «Чуньцю» он также называет сочинения «Чэн» 乘 царства Цзинь и «Таоу» zh:檮杌 царства Чу (孟子曰：「王者之迹熄而詩亡，詩亡然後春秋作。晉之乘，楚之檮杌，魯之春秋，一也).

## Знаменитые высказывания о «Чуньцю»
- «Мэнцзы» 滕文公下 цитирует утверждение Конфуция: «Меня понимают только благодаря „Чуньцю“! Меня осуждают только благодаря „Чуньцю“!» (孔子曰：知我者其惟春秋乎！罪我者其惟春秋乎！) Причиной подобной рефлексии, возможно, стала редактура и публикация летописи Конфуцием, которая перевела «Чуньцю» из разряда закрытого документа для ритуального использования в разряд более или менее доступного исторического материала.[7]

- Шао Юн (1011—1077) называл «Чуньцю» «уголовным кодексом совершенномудрых».